# Спињо Сатурнија Супериоре (Латина)
Спињо Сатурнија Супериоре је насеље у Италији у округу Латина, региону Лацио.
Према процени из 2011. у насељу је живело 231 становника. Насеље се налази на надморској висини од 45 м.